# بريتا-أرينا

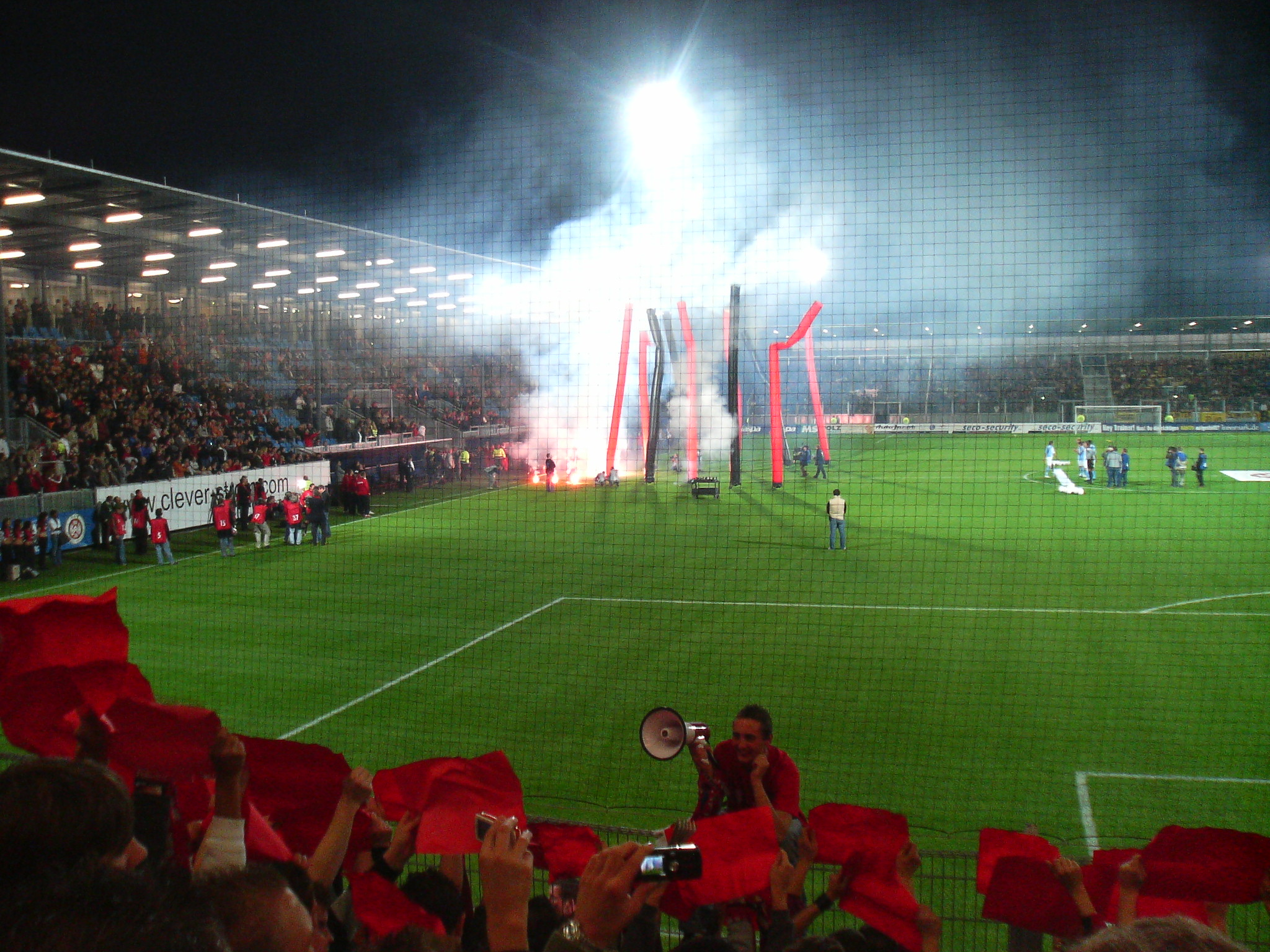
البريتا-أرينا خلال احتفالات الافتتاح.

بريتا-أرينا (بالألمانية: Brita-Arena) هو ملعب لكرة القدم في مدينة فيزبادن، ألمانيا. وهو مقر دوري الدرجة الثانية للبوندزليغا إضافة لكونه مقرا لنادي «إس في فيهين فيزبادن» SV Wehen Wiesbaden.
تم تسمية الملعب على اسم الراعي السابق للملعب شركة بريتا "Brita" المتخصصة في مجال صناعة مفلترات المياه، ليحل محل ملعب «أ إم هالبرغ» am Halberg في تاونزتن "Taunusstein" مقرا جديدا لنادي إس في فيهن. يتسع الملعب إجمالا ل12.566 متفرج.
افتتح بريتا-أرينا في 11 أكتوبر 2007 بمباراة ودية خسر فيها نادي إس في فيهن فيزبادن 2-1 أمام بروسيا دورتموند. فيما لعبت أول مباراة رسمية في الملعب في 21 أكتوبر 2007 بين إس في فيهين وماينز 05 حيث فاز فيها ماينز ب3-1.